# باراستري (باد كاليه)
باراستري، باد كاليه (بالفرنسية: Barastre)‏ هي بلدية تقع في إقليم باد كاليه من منطقة نور با دو كاليه في شمال فرنسا. تبلغ مساحة هذه المدينة 7.64 (كم²)، وترتفع عن سطح البحر 119 م، يبلغ عدد سكانها 249 نسمة حسب إحصاء المعهد الوطني للإحصاء والدراسات الاقتصادية سنة 2009 م. وترأس Gislain Boury البلدية خلال فترة (2008-2014).